# Mozzecane
Mozzecane (Mosecàne o Mossecàn in veneto) è un comune italiano di 8 193 abitanti della provincia di Verona in Veneto.

## Geografia fisica
Mozzecane dista circa 20 chilometri da Verona. Rispetto al capoluogo è in posizione sud ovest. È sul confine con la provincia di Mantova.
È in posizione intermedia fra i due capoluoghi di provincia Verona e Mantova (entrambi distano una ventina di km).
Confina a nord-ovest con Valeggio sul Mincio, a nord con Villafranca di Verona, a nord-est con Povegliano Veronese, a sud-est con Nogarole Rocca e a sud-ovest con il mantovano (comune di Roverbella).
Il capoluogo comunale sorge a soli 5 km da Villafranca, principale cittadina di riferimento.
Il suo territorio è caratterizzato dal passaggio tra l'alta e la bassa pianura e da una cospicua presenza di fontanili, polle e risorgive: nel Piano di Assetto del Territorio ne sono censiti 22. Nei pressi della frazione di Grezzano scorre il fiume di risorgiva Tione.

## Origini del nome
Il toponimo Mozzecane deriva da un proprietario della zona, Mucius Canis, che riesce ad ottenere dal Comune di Verona molte terre. I suoi discendenti sono definiti in seguito de Moçecanis.

## Storia
La zona di Mozzecane è stata abitata fin dall'età del Bronzo. In età romana diventò un'area residenziale e di passaggio (via Postumia). Dopo la caduta dell'Impero romano passò sotto Longobardi e Franchi, e numerose sono le testimonianze medioevali. Nel 1405 Mozzecane cadde sotto il dominio della Serenissima. Nel 1414 Simone di Canossa, avendo combattuto per la Repubblica di Venezia, ottenne il territorio di Grezzano; San Zeno in Mozzo, poco dopo, divenne proprietà del condottiero Jacopo Dal Verme, alla sua morte passò al figlio il conte Luigi Dal Verme; Mozzecane formò invece vicariato a sé.
Al periodo della Seconda guerra mondiale è da ricondurre la storia del campo di prigionia per alleati che fu ospitato dietro la chiesa di Mozzecane dove ora ci sono gli impianti sportivi, nel periodo aprile-settembre 1943 e che faceva parte di un sistema di campi di prigionia presenti su tutto il territorio veronese..
Al suo interno erano reclusi decine di prigionieri di guerra britannici che dopo l'8 settembre 1943 furono deportati in Germania. Qualcuno riuscì a fuggire e fu aiutato nella fuga dalla popolazione locale (rischiando la pena di morte). 
Molti furono ospitati nelle case del posto e divisero quel poco che c'era con i prigionieri. Di queste storie esiste un documentario di Mauro Vittorio Quattrina, Quei giorni di coraggio e di paura, che narra la storia sconosciuta dei campi di lavoro e prigionia per alleati nel veronese.

### Simboli
Lo stemma e il gonfalone sono stati concessi con regio decreto del 10 gennaio 1935.
Le figure nello stemma fanno riferimento al toponimo che deriva dal nome del proprietario duecentesco della zona, un certo "Mucio Cane", che riuscì ad ottenere dal Comune di Verona ampie concessioni di terre:
il braccio tra le fiamme ricorda la vicenda di Muzio Scevola. Il capo di rosso porpora è ciò che rimane del capo del Littorio, elemento obbligatorio negli stemmi di enti concessi durante l'epoca fascista.
Il gonfalone è un drappo azzurro.

## Monumenti e luoghi d'interesse

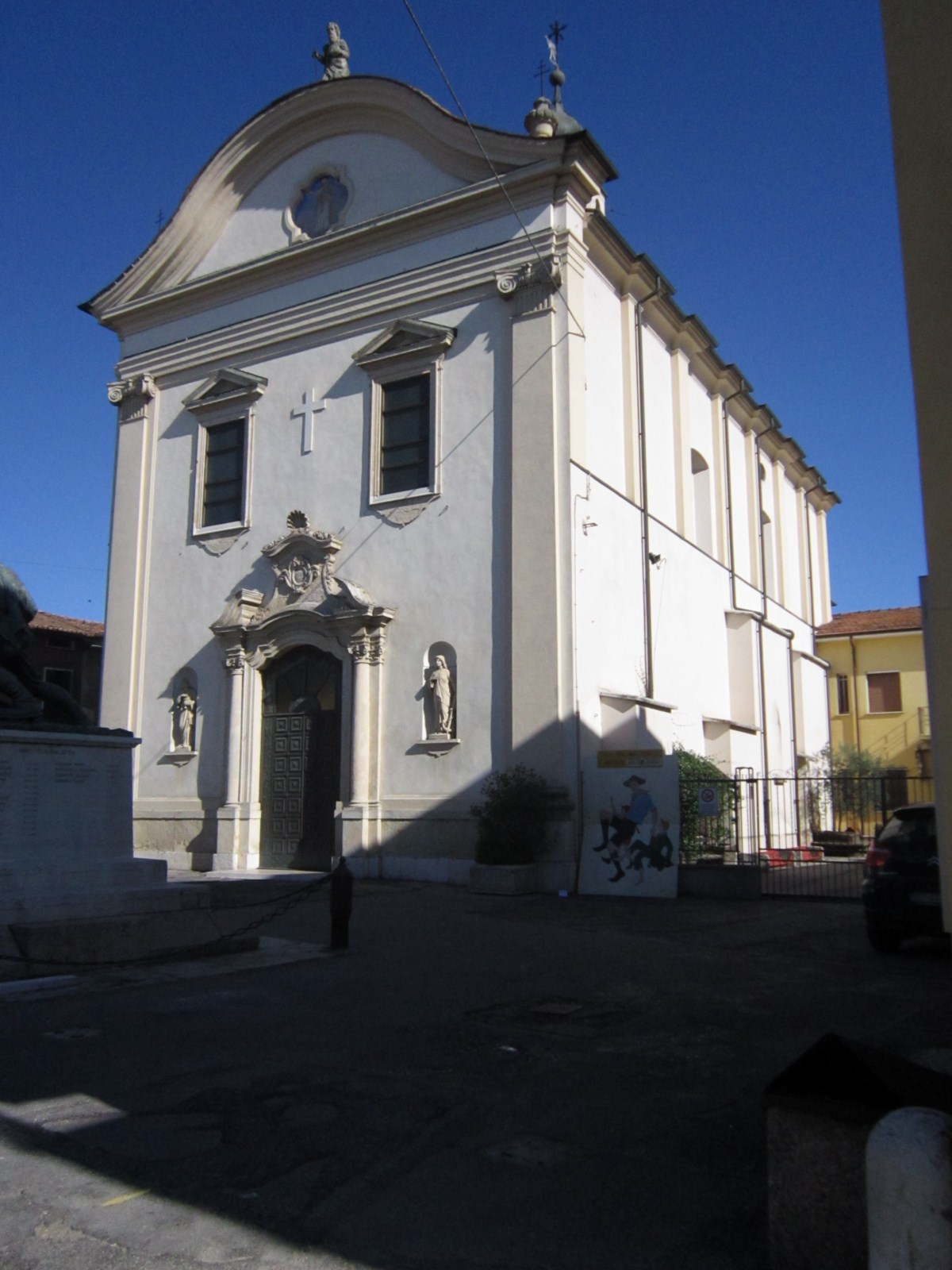
Facciata della chiesa dei Santi Pietro e Paolo a Mozzecane

### Architetture religiose
- Chiesa plebana di San Lorenzo - XII secolo

La pieve di San Lorenzo di Grezzano è documentata fin dal 1145 nella bolla pontificia di papa Eugenio III, la Piae postulatio voluntatis.
Da San Lorenzo dipendevano oltre alle cappelle di Mozzecane, San Zeno in Mozzo e Tormine, le chiese campestri di San Martino e di Sant'Andrea. Queste ultime furono distrutte rispettivamente nel 1594 e nel 1533 dato lo stato di abbandono; Sant'Andrea, i cui resti si trovano nell'attuale comune di Villafranca, godeva di una notevole devozione in quanto si riteneva che fosse la pieve originaria.
L'attuale edificio della chiesa fu costruito tra il 1678 e il 1682, in stile barocco, su progetto di Vincenzo Pellesina e finanziato da Alvise Canossa.

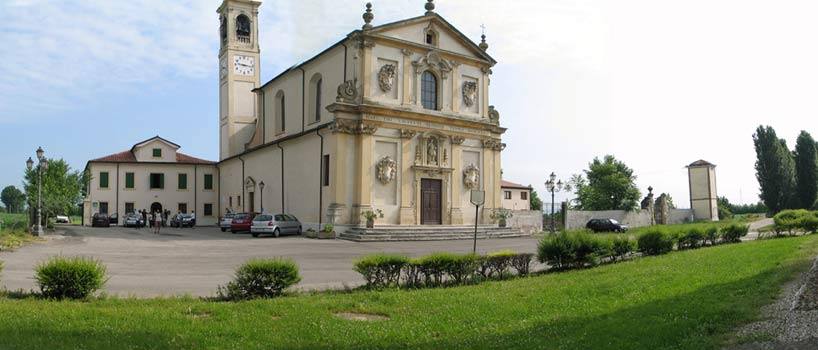
Chiesa di San Lorenzo a Grezzano, facciata

All'interno spiccano il settecentesco dipinto "La Vergine e Sant'Antonio", l'ottocentesco "L'immacolata Concezione" attribuito a Santa Cappannini e una "Santa Maddalena di Canossa" del 1946 firmata da G. Miolato. Gli affreschi del coro, dedicati a San Lorenzo, sono stati eseguiti da Gaetano Miolato nel 1944. Di notevole pregio sono le sculture in pietra degli evangelisti ed i profeti maggiori, del Muttoni ed una statua lignea del XV secolo raffigurante una Madonna in trono con Bambino. L'organo è di datazione incerta e il campanile consta di un concerto di sei campane in Mib3 inaugurato nel 1945.
- Chiesa dei Santi Pietro e Paolo - XVI secolo

La parrocchiale ebbe origine come cappella della pieve di Grezzano ed era intitolata inizialmente alla Conversione di Paolo. Nel 1533 all'interno della chiesa era presente un fonte battesimale e due altari: il maggiore era dedicato a San Paolo e il secondo alla Vergine. A questi ne vennero aggiunti entro il 1594 altri tre: uno intitolato a Santa Lucia, uno a Santa Apollonia e l'ultimo ai Santi Faustino e Giovita che, secondo la tradizione, sarebbero gli originari proprietari della chiesa. Alla visita del vescovo del 1730 il numero degli altari era rimasto uguale ma si riscontrano modifiche nella struttura e nell'intitolazione. Oltre all'altare maggiore, interamente lavorato in marmo, sono presenti quello dei Santi Faustino e Giovita, di Sant'Antonio di Padova, della Concezione e del Rosario, dei Santi Innocenti. Nel 1747 l'assemblea dei capifamiglia votò per l'ampliamento e il rifacimento di alcune parti della struttura, tra le quali la facciata che volge alla strada pubblica. Da allora l'edificio non ha subito particolari modifiche.
La facciata è delimitata da paraste laterali con capitelli corinzi sovrastate da un frontone curvilineo. L'interno a navata unica con copertura a botte accoglie, in cappelle poco profonde, i quattro altari laterali. Il campanile sorge sul lato sinistro termina con un lanternino poligonale e cupola a cipolla.

### Architetture civili
- Villa Vecelli, Cavriani
- Villa Canossa

## Società

### Evoluzione demografica
Abitanti censiti

## Economia
Fa parte dell'area di produzione del Riso Nano Vialone Veronese che viene coltivato su terreni della pianura veronese irrigati con acqua di risorgiva.

## Infrastrutture e trasporti
Mozzecane è collegata al capoluogo di provincia da due arterie principali: la SS62 della Cisa e l'autostrada A22 del Brennero, con il casello di Nogarole Rocca distante all'incirca 7 km.
Il comune è servito anche dall'omonima stazione ferroviaria, dalla quale transitano principalmente treni regionali.

## Amministrazione
| Periodo     | Periodo     | Primo cittadino         | Partito                            | Carica  | Note   |
| ----------- | ----------- | ----------------------- | ---------------------------------- | ------- | ------ |
| giugno 1985 | maggio 1990 | Sergio Sandri           | Democrazia Cristiana               | Sindaco | [ 11 ] |
| giugno 1990 | aprile 1995 | Lucio Campagnola        | Indipendente                       | Sindaco | [ 12 ] |
| aprile 1995 | giugno 1999 | Lucio Campagnola        | Lista civica                       | Sindaco | [ 13 ] |
| giugno 1999 | giugno 2004 | Lucio Campagnola        | Lista civica                       | Sindaco | [ 14 ] |
| giugno 2004 | giugno 2009 | Michelangelo Foroncelli | Lega Nord - Lista civica           | Sindaco | [ 15 ] |
| giugno 2009 | maggio 2019 | Tomas Piccinini         | Lega Nord - Lista civica           | Sindaco | [ 16 ] |
| maggio 2019 | In carica   | Mauro Martelli          | lista civica Insieme per Mozzecane | Sindaco | [ 17 ] |

## Sport

### Calcio
La principale squadra di calcio maschile della cittadina è l'A.S.D. Mozzecane, fondata nel 1970 e che milita nel girone A veneto del campionato di Eccellenza (massimo risultato storico ottenuto dalla società). I colori sociali sono: il rosso e il blu.
I migliori risultati sportivi nel calcio sono stati ottenuti dalla Fortitudo Mozzecane, società di calcio femminile che nella stagione 2012-2013 giocò in Serie A, massimo livello del Campionato italiano femminile di calcio, e che da allora milita in Serie B.